# 根纳季·奇比索夫
根纳季·奇比索夫（俄語：Геннадий Чибисов，1946年9月23日—2008年8月7日），苏联/俄罗斯宇宙学家。1972年，他从莫斯科物理技术学院获得了博士学位，论文题为“宇宙学中的熵扰动”。 他最出名的工作是1981年关于宇宙密度扰动的量子涨落起源的论文，合作者是维亚切斯拉夫·穆哈诺夫。 这是暴胀宇宙学研究中最早强调密度涨落起源的计算工作，也是2013年格鲁伯宇宙学奖获奖工作的一部分。

## 出版物
- Mukhanov, Viatcheslav and Chibisov, Gennady: "Quantum fluctuations and a nonsingular Universe", JETP Lett, 33, No.10, 532 (1981). See also https://arxiv.org/abs/astro-ph/0303077 （页面存档备份，存于）